# 德济门遗址
24°53′50″N 118°35′03″E / 24.89722°N 118.58417°E
德济门遗址位于中国福建省泉州市鲤城区天后路，地处泉州天后宫南侧，2005年5月11日公布为第六批福建省文物保护单位，2006年被列为第六批全国重点文物保护单位。
德济门是古时泉州城的舶来货和外销产品进出的主要通道，始建于南宋绍定三年（1230年），时称镇南门，元至正十二年（1352年），郡守契玉立拓展翼城，废镇南门改称德济门，明清屡有修建。20世纪二三十年代，德济门附近城垣被拆，1948年德济门毁于大火。德济门遗址由宋、元、明、清各个时期城垣遗迹、内濠沟、拱桥、德济门城垣、月城（瓮城）城垣、外濠沟等遗迹组成，遗址面积近2000平方米。2000年发掘遗址，面积约2000平方米，显露城墙基址，并出土大量建筑构件及石刻、铁炮等。
- 内侧壕沟
- 瓮城，图中左上方为泉州天后宫
- 瓮城全景